# Pierfrancesco Grossi
Pierfrancesco Grossi (Roma, 26 maggio 1934 – Roma, 17 luglio 2020) è stato un giurista italiano.

## Biografia
Allievo di Carlo Esposito, è stato professore emerito di Istituzioni di Diritto pubblico presso la facoltà di giurisprudenza dell'Università degli studi di Roma Tor Vergata, ruolo che ha ricoperto precedentemente nelle Università di Genova, Napoli e LUMSA di Roma.
Con Antonio D'Atena, fu condirettore della collana "Studi e Materiali di Diritto costituzionale", edita da Giuffrè. Fu membro dell'Associazione italiana dei costituzionalisti. Tra i suoi allievi figurano Giovanni Guzzetta e Francesco Saverio Marini.

## Opera
Ha dedicato particolare attenzione alle tematiche dei diritti di libertà, concentrando in tale branca del diritto costituzionale la sua ricerca e gran parte dell sue opere. 
Ha redatto la voce Inviolabilità dei diritti nell'Enciclopedia del diritto, e ha pubblicato le monografie Introduzione ad uno studio sui diritti inviolabili nella costituzione italiana (1972), I diritti di libertà ad uso di lezioni (1991) e, più recentemente, Il diritto costituzionale tra principi di libertà ed istituzioni (2005). 
Tra i suoi studi in materia di fonti del diritto tra va menzionato il saggio Considerazioni introduttive per uno studio sulle fonti (1994). 
| Controllo di autorità | VIAF (EN) 110196123 · ISNI (EN) 0000 0000 8464 8226 · SBN CFIV046666 · LCCN (EN) n2005035593 · GND (DE) 1046292153 · BNF (FR) cb150217651 (data) · J9U (EN, HE) 987007322883705171 |